# ناحیه فیرهون، شهرستان کرول، ایلینوی
ناحیه فیرهون، شهرستان کرول، ایلینوی (به انگلیسی: Fairhaven Township) یک منطقهٔ مسکونی در ایالات متحده آمریکا است که در شهرستان کرول، ایلینوی واقع شده‌است. ناحیه فیرهون ۹۱۰ نفر جمعیت دارد و ۲۵۸ متر بالاتر از سطح دریا واقع شده‌است.